# NGC 2604
NGC 2604 је спирална галаксија у сазвежђу Рак која се налази на NGC листи објеката дубоког неба.
Деклинација објекта је + 29° 32' 19" а ректасцензија 8h 33m 22,9s. Привидна величина (магнитуда) објекта NGC 2604 износи 12,6 а фотографска магнитуда 13,3. NGC 2604 је још познат и под ознакама NGC 2604A, UGC 4469, MCG 5-20-22, KUG 0830+297, IRAS 08303+2942, CGCG 149-48, PGC 23998.